# Крымские зори (ВИА)
«Крымские зори» — советский вокально-инструментальный ансамбль, созданный в 1976 году. Первый руководитель — Николай Рудник. Выступал в составе Крымской филармонии. Работал как самостоятельный коллектив и как аккомпанирующие музыканты на концертах С. Ротару, Ю. Богатикова,  И. Демарина. Базировался в Евпатории. Прекратил существование в начале 1990-х.

## История
Ансамбль был создан в 1976 году в Евпатории. Название коллектива совпадает с одноимённым музыкальным фестивалем, проводимым в Крымской области СССР. Впоследствии ансамбль неоднократно принимал в этом фестивале участие. Первый руководитель — Николай Рудник. Впоследствии им руководили Эдуард Гейс, Светлана Шаповалова-Москвитина. Коллектив использовал репетиционную базу Евпаторийского театра имени А. Пушкина. Находился в составе Крымской филармонии. В составе кроме классической гитары, электро и бас гитар, ударных присутствовала и духовая секция: труба, саксофон, флейта. В разное время ВИА имел в составе одновременно несколько вокалистов и вокалисток.
Визитной карточкой коллектива в 1977 году была песня «Очень хорошо» композитора А. С. Мажукова на слова Давида Усманова. Они придали ей другое прочтение, чем Алла Пугачёва, ранее ставшая с ней лауреатом фестиваля «Песня-76». Была осуществлена телезапись песни в виде концертного клипа.
Фирменным отличием коллектива от многих представителей жанра была экспрессивная манера исполнения патриотических песен солисткой Зоей Рудник. Она стала обладательницей приза зрителей телефестиваля «С песней по жизни» в 1977 году. Впоследствии Рудник получила премию Крымского комсомола им. Бирюкова. Мужской вокал представлял Генрик Акопян.
Гастролировали по городам СССР и в странах социалистического лагеря — Венгрии, Чехии, ГДР и Монголии. Коллектив участвовал в записи телевизионных программ. Съемки проходили в Крымской телестудии в Симферополе и на Украинском телевидении в Киеве.
Некоторое время солисткой и художественным руководителей ансамбля была Светлана Шаповалова-Москвитина. Объединение с ансамблем «Крым» и аккомпанирование певцу Юрию Богатикову позволило «Крымским зорям» занять первое место на конкурсе артистов эстрады Украины в 1986 году.
В 1988 году коллектив активно сотрудничал с заслуженным артистом УССР Игорем Демариным. Когда Демарин получил Гран-При всесоюзного конкурса стран социалистического содружества «Крымские зори» в 1988 году в Ялте коллектив аккомпанировал ему. С ним же ансамбль записал свою единственную полностью свою пластинку «Полночный снег» с такими хитами, как «Иванна», «Фокусник», «Признание». Аккомпанировали народной артистке Софии Ротару.
В начале 1990-х годов ВИА «Крымские зори» прекратил своё существование, музыканты продолжили деятельность в аккомпанирующих составах в ресторанных ансамблях. Зоя Рудник стала солисткой Крымской филармонии, в 1999 году получила звание народной артистки Украины.

## Дискография
- 1977, С60-09083-84. Крымские зори. II Всесоюзный фестиваль советской песни. ВИА «Крымские зори» Солисты Зоя Рудник, Генрик Акопян

- 1979, M60-42195-96. Крымские зори. IV Всесоюзный фестиваль советской песни.

- 1979, СМ-00855 (компакт-кассета) Крымские зори: IV Всесоюзный фестиваль советской песни

- 1979, ГДРЗ, Магнитофильм № 988 Песни комсомола

- 1989, С60 28193 002. Игорь Демарин. Полночный снег. Песни Игоря Демарина[1][3]